# Gòthmog
Gòthmog (Gothmog en la transcripció original anglesa) és el capità dels bàlrogs a l'univers fictici de J.R.R. Tolkien. Apareix a El Silmaríl·lion i d'altres llibres sobre la Primera Edat.
Góthmog és un poderós "Dimoni de Poder", un dels maiar que van seguir el senyor fosc Mórgoth en la seva rebel·lió contra els vàlar. Físicament és descrit com a fort i immens, amb més de tres metres i mig d'alçada. En el combat lluita amb una gran destral i un fuet de flames. Com a capità dels bàlrogs, Gòthmog podria ser el més poderós dels servents de Mórgoth, més encara que els dracs.
Ostenta els títols de Senyor dels Bàlrogs, Alt Capità d'Àngband, i Mariscal dels Exèrcits.Tot i que Sàuron és considerat el segon de Mórgoth, Gòthmog és el seu principal campió d'armes.
Va liderar els exèrcits del Senyor Fosc en les batalles més importants que es van lliurar contra els elfs. A la Segona Batalla, la Dàgor-nuin-Guíliath, lidera les forces que embosquen a Fèanor i el fereix de mort. En la Cinquena, la Nirnaeth Arnoediad, mata a Fingon, l'Alt rei dels Nóldor. En aquesta mateixa batalla, captura a Hurin de Dor-lómin, que havia aconseguit acabar amb la seva guàrdia personal de trolls.
Anava al capdavant de la força que va atacar per sorpresa la ciutat de Góndolin. Va arribar fins on es trobava el rei Tuor quan Etchèlion de la Font li va plantar cara. En el combat singular entre tots dos, es mataren l'un a l'altre.
A El Senyor dels Anells apareix un altre personatge amb el mateix nom: el lloctinent de Sàuron que participa en l'atac a Minas Tirith.

## Etimologia
Gòthmog és una nom sindarin que significa "opressor terrorífic". Sovint es considera Kosomot la seva traducció en quenya, ja que aquest és el nom que Tolkien utilitzava en els seus primers escrits. Tanmateix, al llistat de noms quenya de La Caiguda de Gondolin hi apareix Kosomoko, i encara trobem una altra versió en una etimologia posterior: Osombauko.